# Nakajima Ki-44
« Shoki » redirige ici.  Pour le conte japonais, voir Shoki (conte japonais).
Le Nakajima Ki-44 Shoki, surnommé Tojo selon le système de désignation allié, était un intercepteur rapide qui fut fabriqué en petites quantités mais actif jusqu'à la fin de la guerre. Son cousin le Nakajima Ki-43 Hayabusa lui vola la célébrité et il fut remplacé par le Ki-84. C'était un appareil atypique en son temps car il avait été conçu pour être rapide et bien armé contrairement aux autres avions japonais contemporains.

## Histoire en détail

### Le Ki-44-I

#### Genèse
En rupture totale avec la philosophie favorisant la maniabilité à tout prix, Nakajima fut mandaté en 1938 par le Service aérien de l'Armée impériale japonaise pour développer un intercepteur rapide et capable de grimper le plus vite possible pour intercepter des bombardiers.
Le Ki-44 a été conçu avec un imposant moteur Nakajima Ha-41 14 cylindres en double étoile de 1250ch. Ce moteur était un dérivé du Ha-5 qui équipait des bombardiers tels le Ki-49 ou le Ki-21. Ainsi naquit le Ki-44, philosophiquement le cousin du Mitsubishi J2M Raiden de la Marine, lui aussi équipé d'un moteur de bombardier.
Le Ki-44 était sur-motorisé avec son énorme moteur, ses petites ailes et sa petite dérive. Les pilotes d’abord peu convaincus finirent par apprécier cet appareil robuste et efficace, même s’il n’avait pas sa chance en combat tournoyant. Ses performances en vitesse et en piqué étant (enfin) comparables à celles des chasseurs alliés. Pour améliorer la maniabilité, des volets de combat en forme d'ailes de papillon furent adaptés comme sur le Ki-43. Pour le reste, la construction était typique de l'époque, fuselage et ailes en aluminium et surfaces de commandes entoilées.

#### Mise en service
Le Ki-44 fut mis en essais de service par le 47e chutai de l'armée sous le nom de 'chasseur de l'armée monoplace type 2 modèle 1' soit 二式単座戦闘機. Les sept prototypes et quarante appareils de présérie furent utilisés sur le théâtre d'opérations chinois.
Il fut baptisé 'shoki' 鍾馗 (étouffeur de dragons) et codé 'Tojo' par les Alliés. La famille Ki-44-I commença le service actif à partir de septembre 1942.
Dès lors, il fut utilisé pour des missions d'interception au-dessus des champs pétrolifères d'Indonésie et en Chine, puis, au-dessus du Japon.

#### Premières versions

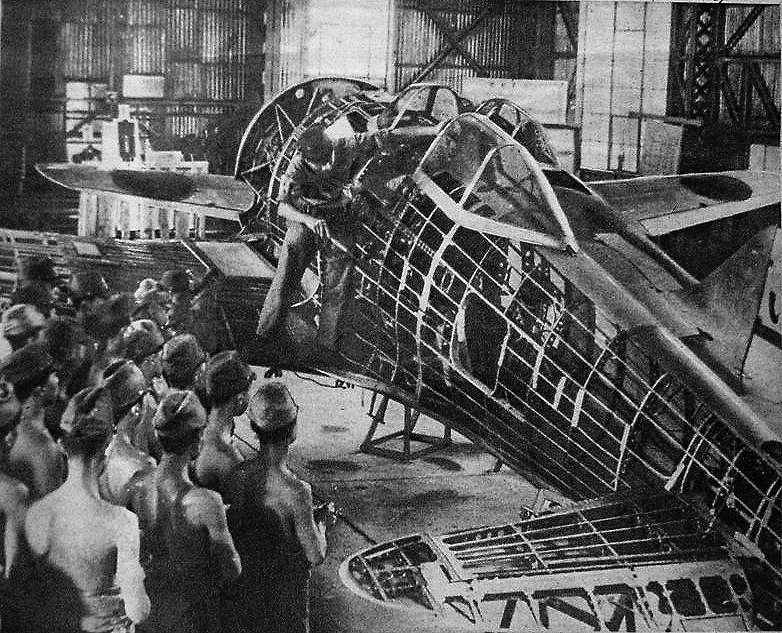
La structure d'un Ki-44 utilisé par une école de maintenance de l’armée impériale japonaise en 1944.

L'armement initial du Ki-44-I était de deux mitrailleuses Type 89 de 7,7 mm dans le capot moteur et deux Ho-103 de 12,7 mm dans les ailes. Cet armement était le double de celui du Ki-43-Ib alors en production.
Le terme Ki-44-Ia fut appliqué rétroactivement aux premiers exemplaires de série.
Le Ki-44-Ib inaugura un armement plus lourd constitué de quatre Ho-103 soit le double de toutes les versions du Ki-43 suivantes.
Le Ki-44-Ic différait des précédents par quelques modifications telles les trappes de train en deux parties.

### Un nouveau moteur, le Ki-44-II

#### Le Ki-44-IIa
Grâce à l'adjonction d'un deuxième étage au compresseur, les ingénieurs de Nakajima réussirent à obtenir 1520ch de ce moteur désigné alors Ha-109. Les dimensions similaires permirent de le monter sur la cellule du Ki-44-I donnant naissance à la famille des Ki-44-II. Le Ki-44-II entra en production à l'automne 1942 après que seulement 40 Ki-44-I aient été fabriqués. Ce qui fait de la variante Ki-44-II la première 'vraie' version de série.
L'armement du -I sera conservé que sur la version -IIa ('a' pour 'ko' : 甲). Ce qui fait que les Ki-44-IIa avaient l'armement du -Ia ou -Ib.

#### Le Ki-44-IIb
Sur la version -IIb ('b' pour 'otsu' :乙) il ne restait que les deux mitrailleuses Ho-103 de capot, les armes d'ailes n'étaient pas montées. Il n'est pas certain à ce jour que ce soit pour alléger l'avion ou pour prévoir le montage d'autres armes en unité.
Pour lutter contre les bombardiers, des armes lourdes s'imposaient. Un énorme canon de 40 mm fut installé en petite série dans les ailes des Ki-44-IIb. Ce canon étrange, le Ho-301, avait la particularité de tirer un projectile de type fusée. Au lieu d'être propulsé par l'explosion de poudre, il utilisait la combustion de celle-ci à travers des trous pour avancer. La faible cadence de tir et la faible vitesse initiale du projectile imposaient de tirer à quelques dizaines de mètres de la cible rendant la tâche difficile et très périlleuse.

#### Le Ki-44-IIc
La version -IIc ('c' pour 'hei' : 丙) utilisait un armement plus standard de 4 mitrailleuses Ho-103. Certaines sources occidentales citent l'usage de canons Ho-5 de 20 mm, les sources japonaises n'en font pas état. Cette version fut abondamment utilisée au-dessus du Japon.

### Ultime évolution, le Ki-44-III
Un nouveau moteur Nakajima Ha-145 de 2000ch équipé d'une hélice quadripale ainsi qu'une aile et une dérive agrandies donnèrent naissance en 1944 au Ki-44-III. Cet appareil dépassé dès sa conception par le Ki-84 n'aura été produit qu'en petite série.

## Épilogue

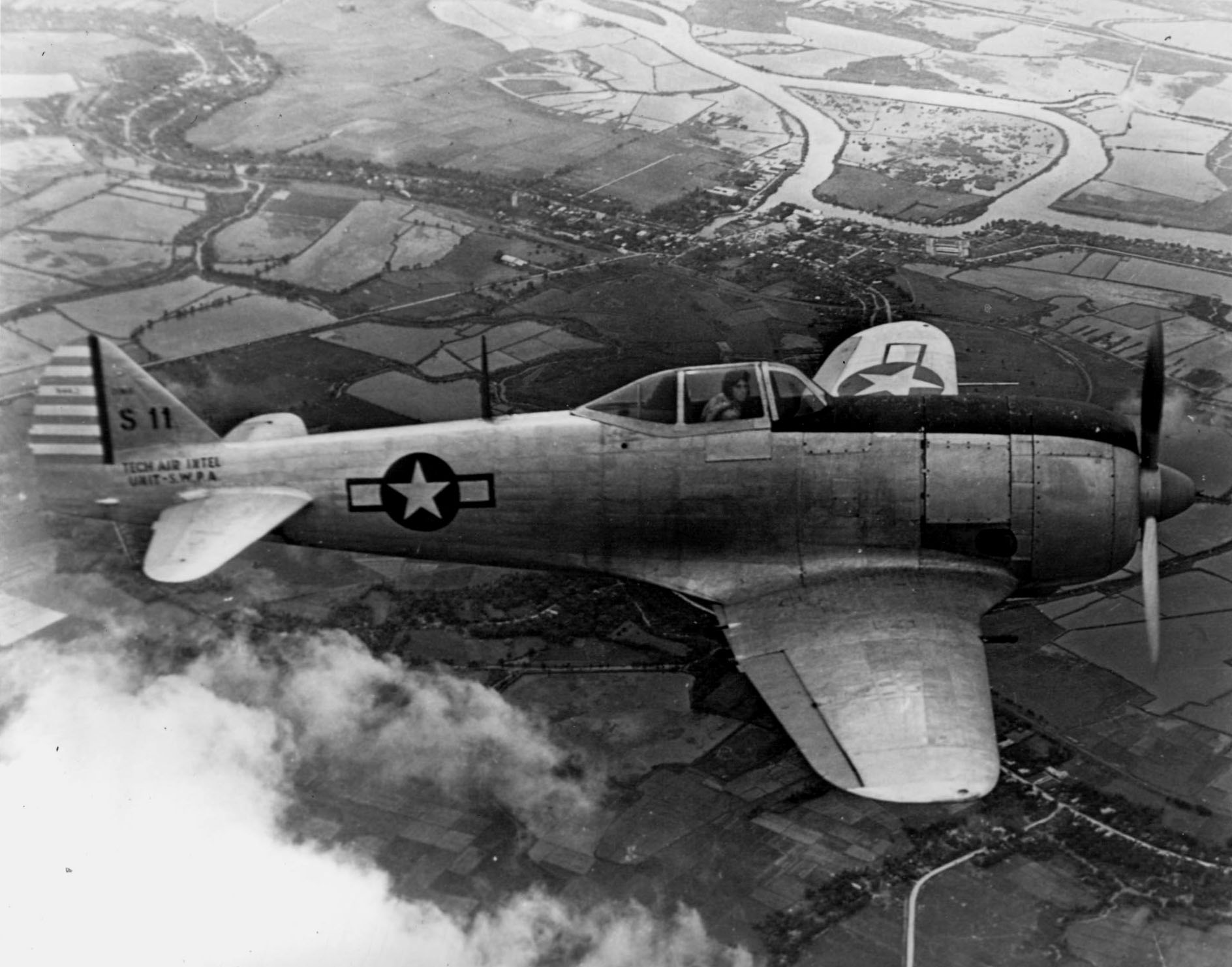
Un K-44 capturé par les forces américaines en vol.

Un appareil relativement peu connu, bien qu’élément clé de la défense aérienne du Japon. Il ne reste aucun spécimen de Ki-44 sur les 1214 fabriqués.

## Utilisation
Dans son rôle d’intercepteur, le Ki-44 était un très bon appareil jusqu’à ce qu’il soit dépassé par son successeur, le Ki-84. Mais jusqu’à la capitulation, les Ki-44 essayèrent d’intercepter les B-29 avec des tactiques plus ou moins conventionnelles. En effet, bon nombre des pilotes de Shoki ont cherché à abattre les bombardiers en les percutant si nécessaire. Des escadrilles de chasseurs suicide furent mises en place. Des armes originales furent également expérimentées tels les canons tirant des projectiles fusées de 40 mm ou les bombes aériennes, toutes aussi radicales qu’inefficaces contre les flots d'appareils américains.

## Couleurs
Comme tous les appareils japonais contemporains, le Ki-44 avait des bandes jaunes sur une grande portion du bord d'attaque des ailes pour favoriser l'identification en combat. Des carrés rouges étaient peints au niveau des armes d'ailes.
Les Ki-44 avaient généralement une bande antireflet sur le dessus du moteur et partiellement derrière le cockpit.
Beaucoup d'avions furent utilisés couleur aluminium brut avec les surfaces de contrôle (ailerons, gouvernes arrière) beiges.
Certains reçurent des camouflages mouchetés de vert sur l'aluminium des parties supérieures. Quelques appareils furent peints en vert, le dessous étant peint en gris clair ou laissé couleur aluminium. Il est fait état d'appareils peints en marron uni.
Dans les dernières phases de la guerre, les intercepteurs au-dessus du Japon avaient des bandes blanches autour du fuselage et des ailes au niveau des cercles rouges nationaux.

## Variantes
- Ki-44 : prototypes, moteur Ha-41 de 1200/1260ch
- Ki-44-Ia : présérie, Ha-41, mitrailleuses d'ailes Ho-103 de 12,7 mm, mitrailleuses de capot Type 89 de 7,7 mm viseur télescopique
- Ki-44-Ib : mitrailleuses de capot Ho-103 de 12,7 mm
- Ki-44-Ic : Ki-44-Ib amélioré (détails visibles : trappes de train)
- Ki-44-IIa : moteur Ha-109 de 1520 ch, cellules et armement de Ia, Ib, Ic. Risque élevé de confusion historique.
- Ki-44-IIb : mitrailleuses de capot Ho-103, pas d'armement dans les ailes, collimateur à réflecteur
- Ki-44-IIb : petite série/rétrofit avec canons 'fusée' Ho-301 de 40 mm d'ailes
- Ki-44-IIc : 4 mitrailleuses Ho-103
- Ki-44-III : moteur Ha-145 de 2000 ch, 4 canons Ho-5 de 20 mm, canons Ho-203 de 37 mm